# Star (serie de televisión)
Star (Lee Daniels' Star en Latinoamérica) es una serie de televisión estadounidense de drama musical creado por Lee Daniels y Tom Donaghy para Fox. Gira en torno a tres talentosas jóvenes cantantes que navegan el negocio de la música en su camino hacia el éxito. La serie, que se encuentra en Atlanta, se compone de música original, junto con secuencias de fantasía musicales, como sueños del futuro. Doce episodios fueron ordenados, que se estrenó durante la temporada televisiva 2016-17. Queen Latifah, Benjamin Bratt, Amiyah Scott y Quincy Brown son los coprotagonistas.
La serie se estrenó el 14 de diciembre de 2016. Con el estreno de la serie, Amiyah Scott se convirtió en la segunda persona abiertamente transexual en interpretar a un personaje importante transexual en una serie de televisión con guion original en Estados Unidos, después de Laverne Cox en Orange is the New Black y la remake de Rocky Horror Picture Show.
El 22 de febrero de 2017, Fox renovó la serie para una segunda temporada, que se estrenará el 27 de septiembre de 2017, con un crossover con Empire.
El 10 de mayo de 2018, Fox renovó la serie para una tercera temporada.

## Personajes
- Jude Demorest como Star Davis, una dura chica de 18 años de edad, que pasó su infancia dentro y fuera de los hogares de acogida después de la muerte de su madre. Con ganas de seguir una carrera en la música, forma un grupo de chicas, Big Trouble, con su hermana Simone y su mejor amiga Alex en Atlanta. A pesar de que tiene mucho talento, su naturaleza egoísta tiende a molestar a los demás.[9]
- Brittany O'Grady como Simone Davis, hermana birracial de Star de 16 años de edad. Ella es rescatada por Star de la abusiva casa de acogida en la que fue puesta cinco años atrás. Aunque es partidaria de las ambiciones de su hermana, Simone tiene sueños propios, y hará lo que sea necesario para alcanzarlos.[9]
- Ryan Destiny como Alexandra "Alex" Crane, una acaudalada chica de 19 años de edad, que creció en Nueva York. Ella está tratando de salir de la sombra de su famoso padre y hacerlo por su cuenta, y se implica cada vez más en la promoción política a través de su novio Derek.[9]
- Amiyah Scott como Cotton Brown, es la hija transgénero de Carlotta. Ella trabaja en el salón de su madre y ayuda a las chicas en su carrera. Ella también tiene una relación problemática con Carlotta, ya que esta no está totalmente no apoya las dificultades que enfrenta como mujer trans.
- Quincy Brown como Derek Jones, el interés amoroso de Alexandra, que vive al lado de las chicas. Él es un activista de los derechos civiles afiliado con el movimiento Black Lives Matter, y se ha comprometido a la desobediencia civil.
- Benjamin Bratt como Jahil Rivera,[10] un gestor de talento que cree que el trío musical es su billete de vuelta a la parte superior. Sin embargo, él se encuentra en problemas por problemas de adicción a la cocaína y dinero.[9]
- Queen Latifah as Carlotta Brown, propietario de un salón de belleza en Atlanta, que trabajó con Mary Davis en el dúo de R&B Remix Harmony en la década de los 90. Ella se convierte en una madre de alquiler a las tres chicas, a pesar de que no aprueba sus sueños musicales.[9]

## Episodios
| Temporada | Temporada | Episodios | Episodios | Emisión original         | Emisión original    |
| Temporada | Temporada | Episodios | Episodios | Primera emisión          | Última emisión      |
| --------- | --------- | --------- | --------- | ------------------------ | ------------------- |
|           | 1         | 12        | 12        | 14 de diciembre de 2016  | 15 de marzo de 2017 |
|           | 2         | 18        | 18        | 27 de septiembre de 2017 | 23 de mayo de 2018  |
|           | 3         | 18        | 18        | 26 de septiembre de 2018 | 8 de mayo de 2019   |

## Música
La música original contenida en el programa ha sido lanzado para las plataformas digitales y streaming como iTunes, Apple Music y Spotify. Los artistas incluyen Jude Demorest, Ryan Destiny y Brittany O'Grady (como Big Trouble) y Queen Latifah (como Carlotta), con los personajes como. Sharlene Taulé (como Eva), Caroline Vreeland (como María), Miss Lawrence (como Miss Bruce), Sean Cross y Alex da Kid.

## Producción
En agosto de 2015, Fox anunció que había ordenado un piloto para una potencial nueva serie de drama musical titulado Star del creador de Empire Lee Daniels. En octubre de ese mismo año, el casting para la serie comenzó. Se puso de manifiesto que la serie contaría con un personaje transexual. El 7 de diciembre de 2015, se anunció que Queen Latifah se había unido al reparto como Carlotta, Jude Demorest como Star, Brittany O'Grady como Simone y Ryan Destiny como Alexandra. El 11 de diciembre de 2015, se confirmó que Benjamin Bratt se ha unido al reparto como Jahil, un gestor de talento. El 14 de diciembre de 2015, Darius McCrary se unió a la serie como el padre adoptivo abusivo de Simone (O'Grady). La producción para el piloto comenzó en diciembre de 2015. La serie fue recogido, con una orden de 12 episodios, el 27 de abril de 2016.
El 4 de mayo de 2016, se anunció que Charles Murray serviría como showrunner durante su primera temporada. El 13 de septiembre de 2016, se anunció que Charles Pratt Jr. reemplazaría a Murray como showrunner de la serie, a raíz de su decisión de apartarse de la serie, debido a diferencias creativas.

## Recepción

### Audiencias
| Temporada | Emisión                                    | Número de episodios | Inicio                   | Inicio       | Final               | Final        | Espectadores (en millones) |
| Temporada | Emisión                                    | Número de episodios | Fecha                    | Espectadores | Fecha               | Espectadores | Espectadores (en millones) |
| --------- | ------------------------------------------ | ------------------- | ------------------------ | ------------ | ------------------- | ------------ | -------------------------- |
| 1         | Miércoles, 22:00 (Piloto) Miércoles, 21:00 | 12                  | 14 de diciembre de 2016  | 6.71         | 15 de marzo de 2017 | 3.95         | 5.73                       |
| 2         | Miércoles, 21:00                           | 18                  | 27 de septiembre de 2017 | 5.40         | 23 de mayo de 2018  | 3.95         | TBA                        |
| 3         | Miércoles, 21:00                           | -                   | 26 de septiembre de 2018 | 4.64         | TBA                 | TBA          | TBA                        |

## Premios y nominaciones
| Año  | Premiación         | Categoría                       | Nominado(s)  | Resultado |
| ---- | ------------------ | ------------------------------- | ------------ | --------- |
| 2017 | Teen Choice Awards | Mejor serie de drama            | Star         | Nom       |
| 2017 | Teen Choice Awards | Mejor actor/actriz revelación   | Ryan Destiny | Nom       |
| 2017 | Teen Choice Awards | Mejor nueva serie de televisión | Star         | Nom       |